# District de Shimohei

Le district de Shimohei dans la préfecture d'Iwate.

Le district de Shimohei (下閉伊郡, Shimohei-gun) est un district situé dans la préfecture d'Iwate, au Japon.

## Géographie

### Démographie
Au 1er septembre 2015, la population du district de Shimohei était estimée à 31 541 habitants répartis sur une superficie de 1 481,02 km2.

### Divisions administratives
Le district de Shimohei est constitué de deux bourgs : Iwaizumi et Yamada, et deux villages : Fudai et Tanohata.